# Catedral de la Natividad (Chisináu)
La Catedral de la Natividad o la Catedral Metropolitana de la Natividad (en rumano: Catedrala Mitropolitană Nașterea Domnului) es la principal catedral de la Iglesia Ortodoxa Rusa en el centro de Chisináu, en Moldavia. Fue encargada por el gobernador de Nueva Rusia, el príncipe Mijaíl Semiónovich Vorontsov, y el Metropolitano Gavril Bănulescu-Bodoni en 1830. La catedral fue construida en la década de 1830 con un diseño neoclásico de Abram Melnikov  (quien había diseñado una iglesia similar en Bolhrad). La catedral fue bombardeada durante la Segunda Guerra Mundial, y su campanario fue destruido por los comunistas locales en 1962. El nuevo campanario fue construido en 1997. La restauración de los interiores esta todavía al parecer en curso.

## Véase también

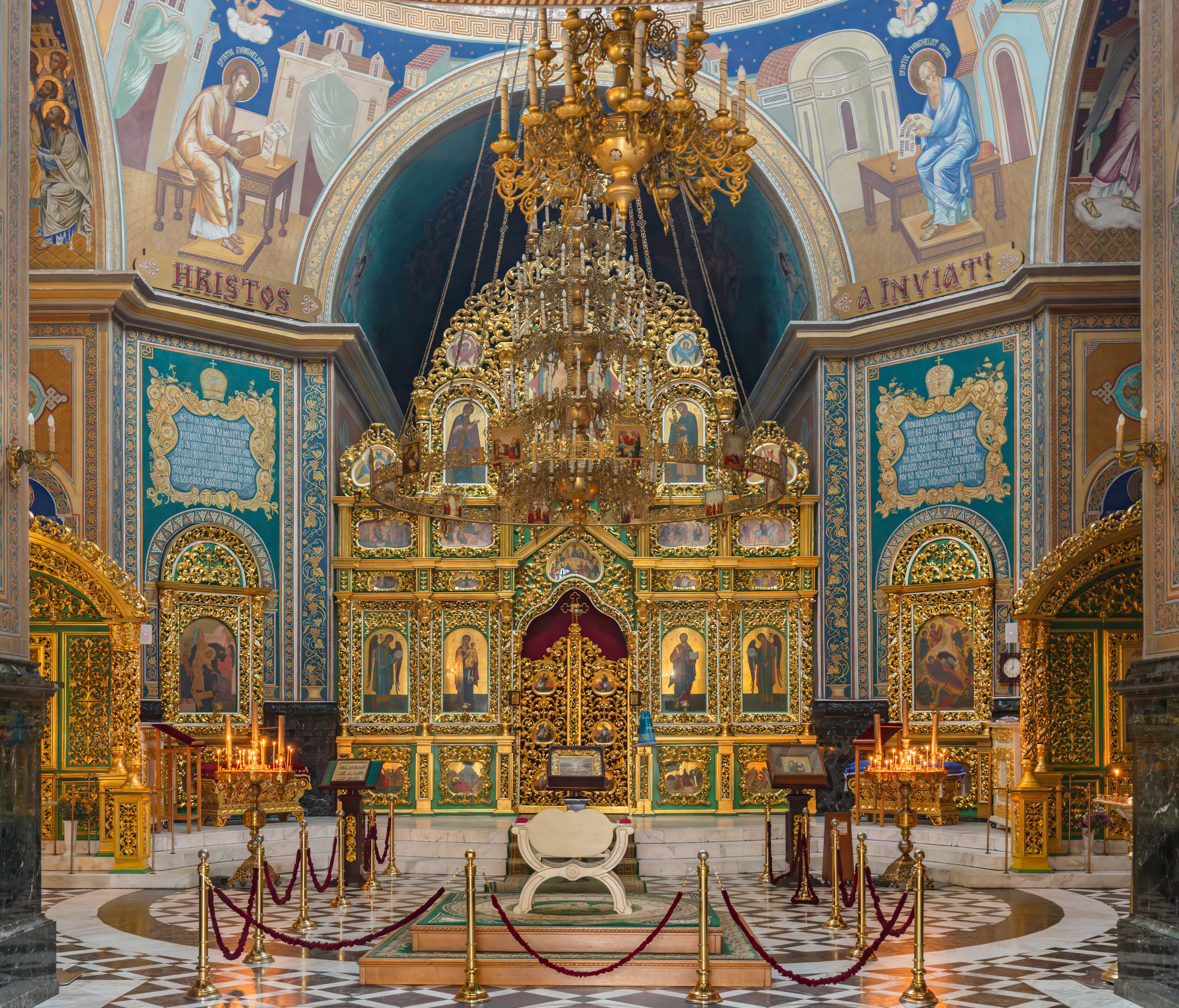
Interior de la catedral